# Chrysobothris cubensis
Chrysobothris cubensis es una especie de escarabajo del género Chrysobothris, familia Buprestidae. Fue descrita científicamente por Théry en 1927.